# Зевахін Олександр Володимирович
Олександр Володимирович Зевахін (рос. Александр Владимирович Зевахин; 4 червня 1980, м. Перм, СРСР) — російський хокеїст, правий нападник. Виступає за «Титан» (Клин) у Вищій хокейній лізі.
Вихованець хокейної школи ЦСКА (Москва). Виступав за ЦСКА (Москва), «Вілкс-Барре/Скрентон Пінгвінс» (АХЛ), «Амур» (Хабаровськ), СКА (Санкт-Петербург), «Салават Юлаєв» (Уфа), ХК МВД-ТХК (Твер), «Торпедо» (Нижній Новгород), «Сєвєрсталь» (Череповець), «Молот-Прикам'я» (Перм), ХК «Рязань».
У складі молодіжної збірної Росії учасник чемпіонатів світу 1999 і 2000. 